# Ned Dennehy
Ned Dennehy, född 8 december 1965, är en irländsk skådespelare.

## Roller i urval
- 1998 – Generalen
- 2002 – Drakarnas rike
- 2004 – Dead Meat
- 2011 – Jane Eyre
- 2011 – Tyrannosaur
- 2013–2022 – Peaky Blinders (TV-serie)
- 2014 – Serena
- 2015 – The Woman in Black 2: Angel of Death
- 2018 – Mandy
- 2019 – Good Omens (TV-serie)
- 2023 – Culprits (TV-serie)
- 2025 – A Thousand Blows (TV-serie)